# Naturbahnrodel-Europameisterschaft 2012
Die 24. FIL Naturbahnrodel-Europameisterschaft fand vom 17. bis 19. Februar 2012 in Nowouralsk in Russland statt. Die Europameisterschaft begann mit dem Mannschaftswettbewerb und der Eröffnungsfeier am Freitag, den 17. Februar. Am Samstag wurden beide Wertungsläufe der Doppelsitzer sowie die ersten Wertungsläufe in den Einsitzern der Damen und Herren ausgetragen. Am Sonntag, den 19. Februar, wurde die Europameisterschaft mit den zweiten und dritten Wertungsläufen der Einsitzer und der Abschlussfeier beendet. Unmittelbar vor der Europameisterschaft fand ein Weltcuprennen in Nowouralsk statt.
An den Wertungsläufen nahmen insgesamt 60 Rodler und Rodlerinnen aus 10 Ländern (Deutschland, Italien, Österreich, Polen, Russland, Schweiz, Slowenien, Türkei, Ukraine und Vereinigtes Königreich) teil. Drei der vier zu vergebenden Titel gingen an das Gastgeberland Russland: Jekaterina Lawrentjewa gewann im Einsitzer der Damen, Pawel Porschnew und Iwan Lasarew siegten im Doppelsitzer und das Team Russland I, dem neben Lawrentjewa, Porschnew und Lasarew noch Juri Talych angehörte, gewann den Mannschaftswettbewerb. Im Einsitzer der Herren ging der Titel an Patrick Pigneter aus Italien.

## Technische Daten der Naturrodelbahn
| Koordinaten            | 57° 12′ 27.2″ Nord, 60° 7′ 37.4″ Ost |
| Seehöhe Start          | 362 m                                |
| Seehöhe Ziel           | 270 m                                |
| Höhendifferenz         | 092 m                                |
| Streckenlänge          | 834 m                                |
| Durchschnittl. Gefälle | 011 %                                |

## Einsitzer Herren
| Platz | Name                | Zeit          |
| ----- | ------------------- | ------------- |
| 01    | Patrick Pigneter    | 2:55,97 min   |
| 02    | Michael Scheikl     | + 01,04 s     |
| 03    | Hannes Clara        | + 01,72 s     |
| 04    | Thomas Schopf       | + 03,21 s     |
| 05    | Anton Blasbichler   | + 03,68 s     |
| 06    | Alex Gruber         | + 03,80 s     |
| 07    | Robert Batkowski    | + 04,05 s     |
| 08    | Rudi Resch          | + 04,39 s     |
| 09    | Stanislaw Kowschik  | + 04,93 s     |
| 10    | Gernot Schwab       | + 04,98 s     |
| 11    | Juri Talych         | + 05,30 s     |
| 12    | Stefan Gruber       | + 05,42 s     |
| 13    | Adam Jędrzejko      | + 05,61 s     |
| 14    | Gerald Kammerlander | + 05,83 s     |
| 15    | Alexander Jegorow   | + 05,90 s     |
| 16    | Thomas Kammerlander | + 06,02 s     |
| 17    | Björn Kierspel      | + 06,98 s     |
| 18    | Marcus Grausam      | + 07,18 s     |
| 19    | Grigori Bukin       | + 07,63 s     |
| 20    | Florian Clara       | + 07,95 s     |
| 21    | Christian Wichan    | + 09,80 s     |
| 22    | Miha Meglič         | + 10,31 s     |
| 23    | Matic Nemc          | + 10,68 s     |
| 24    | Damian Waniczek     | + 11,40 s     |
| 25    | Andrzej Laszczak    | + 14,44 s     |
| 26    | Marjan Husner       | + 18,15 s     |
| 27    | Daniel Hofmann      | + 29,61 s     |
| 28    | Ian Greer           | + 36,74 s     |
| 29    | İsa Güzeloğlu       | + 38,11 s     |
| 30    | Mark Vickery        | + 42,49 s     |
| 31    | Yasin Sevim         | + 51,65 s     |
| –     | Andrij Tolopko      | DNF (3. Lauf) |

Datum: 18. Februar (1. Wertungslauf) und 19. Februar 2012 (2. und 3. Wertungslauf)
Mit Laufbestzeiten in allen drei Wertungsdurchgängen sicherte sich der Italiener Patrick Pigneter seinen zweiten Europameistertitel im Einsitzer nach 2010. Der Österreicher Michael Scheikl, nach dem ersten Wertungslauf noch knapp hinter Hannes Clara gelegen, fuhr im zweiten und dritten Durchgang die zweitschnellste Zeit und gewann mit Silber seine erste Medaille bei einem Großereignis. Der zweitplatzierte nach dem ersten Lauf, Hannes Clara aus Italien, belegte im zweiten und dritten Durchgang und somit auch in der Endwertung den dritten Rang. Für ihn war es die erste Medaille in der Allgemeinen Klasse, bei Juniorenmeisterschaften hatte er bereits fünf Medaillen gewonnen. Gemeldet und gestartet waren 32 Teilnehmer, wovon 31 in die Wertung kamen.

## Einsitzer Damen
| Platz | Name                   | Zeit          |
| ----- | ---------------------- | ------------- |
| 01    | Jekaterina Lawrentjewa | 3:00,08 min   |
| 02    | Melanie Batkowski      | + 02,38 s     |
| 03    | Evelin Lanthaler       | + 02,61 s     |
| 04    | Renate Gietl           | + 04,48 s     |
| 05    | Melanie Schwarz        | + 04,76 s     |
| 06    | Aljona Aschtscheulowa  | + 06,18 s     |
| 07    | Tina Unterberger       | + 06,95 s     |
| 08    | Ljudmila Aksenenko     | + 07,79 s     |
| 09    | Katrin Mladek          | + 08,85 s     |
| 10    | Marija Komarewzewa     | + 10,29 s     |
| 11    | Marlies Wagner         | + 11,09 s     |
| 12    | Petra Dragičevič       | + 11,60 s     |
| 13    | Swetlana Scharawina    | + 12,07 s     |
| 14    | Michaela Niemetz       | + 19,03 s     |
| 15    | Asuman Bayrak          | + 39,44 s     |
| 16    | Sinem Aydınlı          | + 1:44,06 min |
| –     | Veronika Nachmann      | DNF (3. Lauf) |

Datum: 18. Februar (1. Wertungslauf) und 19. Februar 2012 (2. und 3. Wertungslauf)
Die Russin Jekaterina Lawrentjewa wurde mit der schnellsten Zeit in allen drei Wertungsläufen zum dritten Mal in Folge und zum insgesamt vierten Mal Europameisterin im Einsitzer. Die Silbermedaille ging an die Österreicherin Melanie Batkowski, für die es die erste EM-Medaille im Einsitzer war. Die Bronzemedaillengewinnerin Evelin Lanthaler aus Italien lag nach dem ersten Durchgang noch auf Platz zwei, fiel aber im zweiten und dritten Wertungslauf hinter Batkowski zurück. Bei der letzten Europameisterschaft 2010 hatte Lanthaler die Silbermedaille gewonnen. Von den 17 gemeldeten und gestarteten Damen kamen 16 in die Wertung.

## Doppelsitzer
| Platz | Name                                  | Zeit          |
| ----- | ------------------------------------- | ------------- |
| 01    | Pawel Porschnew – Iwan Lasarew        | 2:06,31 min   |
| 02    | Christian Schopf – Andreas Schopf     | + 00,46 s     |
| 03    | Christian Schatz – Gerhard Mühlbacher | + 01,82 s     |
| 04    | Björn Kierspel – Christian Wichan     | + 01,85 s     |
| 05    | Andrzej Laszczak – Damian Waniczek    | + 02,21 s     |
| 06    | Hannes Clara – Stefan Gruber          | + 02,78 s     |
| 07    | Alexander Jegorow – Pjotr Popow       | + 03,27 s     |
| 08    | Rupert Brüggler – Tobias Angerer      | + 03,66 s     |
| 09    | Maxim Zwetkow – Denis Moissejew       | + 06,21 s     |
| 10    | Marjan Husner – Andrij Tolopko        | + 17,72 s     |
| –     | Patrick Pigneter – Florian Clara      | DNS (2. Lauf) |

Datum: 18. Februar 2012 (beide Wertungsläufe)
Die Russen Pawel Porschnew und Iwan Lasarew sicherten sich mit der schnellsten Zeit im zweiten Wertungslauf ihren vierten Europameistertitel nach 2004, 2006 und 2008. Die Österreicher Christian Schopf und Andreas Schopf, welche nach dem ersten Lauf in Führung lagen, waren in Durchgang zwei die Zweitschnellsten und gewannen die Silbermedaille. Für Christian Schopf war es die erste EM-Medaille im Doppelsitzer, während Andreas Schopf bereits 2002 mit seinem Cousin Wolfgang Schopf Europameister war. Die viertschnellste Zeit im ersten Durchgang und die sechstbeste im zweiten Lauf genügten den Österreichern Christian Schatz und Gerhard Mühlbacher zum Gewinn der Bronzemedaille. Sie profitierten von einem schlechten zweiten Lauf der Deutschen Björn Kierspel und Christian Wichan, die im ersten Lauf als Dritte noch auf Medaillenkurs lagen und schließlich drei Hundertstelsekunden hinter dem Bronzerang blieben. Die Titelverteidiger Patrick Pigneter und Florian Clara fuhren wegen eines Defektes an ihrer Rodel nur die neuntschnellste Zeit im ersten Durchgang und verzichteten im zweiten Lauf auf einen Start, womit zehn der elf gemeldeten Doppelsitzer in die Wertung kamen.

## Mannschaftswettbewerb
| Platz | Name                                                                                | Punkte |
| ----- | ----------------------------------------------------------------------------------- | ------ |
| 1     | Russland IJekaterina Lawrentjewa Juri Talych Pawel Porschnew – Iwan Lasarew         | 83     |
| 2     | Österreich IITina Unterberger Thomas Schopf Christian Schatz – Gerhard Mühlbacher   | 73     |
| 3     | Österreich IMelanie Batkowski Michael Scheikl Christian Schopf – Andreas Schopf     | 68     |
| 4     | Italien IRenate Gietl Anton Blasbichler Patrick Pigneter – Florian Clara            | 66     |
| 5     | Italien IIMelanie Schwarz Alex Gruber Hannes Clara – Stefan Gruber                  | 55     |
| 6     | Russland IILjudmila Aksenenko Stanislaw Kowschik Alexander Jegorow – Pjotr Popow    | 51     |
| 7     | DeutschlandVeronika Nachmann Marcus Grausam Björn Kierspel – Christian Wichan       | 49     |
| 8     | Polen / SlowenienPetra Dragičevič Adam Jędrzejko Andrzej Laszczak – Damian Waniczek | 47     |
| 9     | Türkei / UkraineAsuman Bayrak İsa Güzeloğlu Marjan Husner – Andrij Tolopko          | 36     |

Datum: 17. Februar 2012
Den zum zweiten Mal bei Europameisterschaften ausgetragenen Mannschaftswettbewerb gewann das Team Russland I mit Jekaterina Lawrentjewa, Juri Talych, Pawel Porschnew und Iwan Lasarew. In derselben Zusammensetzung hatte dieses Team bei der Weltmeisterschaft 2011 bereits die Bronzemedaille gewonnen. Silber und Bronze gingen an die beiden österreichischen Teams. Insgesamt waren neun Teams am Start, wobei neben je zwei Mannschaften aus Italien, Österreich und Russland sowie einer aus Deutschland auch zwei gemischte Teams (Polen/Slowenien und Türkei/Ukraine) teilnahmen.

## Medaillenspiegel
| Platz | Land       | Gold | Silber | Bronze | Gesamt |
| ----- | ---------- | ---- | ------ | ------ | ------ |
| 1.    | Russland   | 3    | —      | —      | 3      |
| 2.    | Italien    | 1    | —      | 2      | 3      |
| 3.    | Österreich | —    | 4      | 2      | 6      |